# Роналдо Мачинський
Роналдо Мачинський (порт.-браз. Ronaldo Maczinski / пол. Ronaldo Maczinski; нар. 11 вересня 1980, Ребукаш, Парана, Бразилія) — бразильський футболіст польського походження, виступав на позиції нападника.

## Життєпис
Народився в бразильському місті Ребукаш зі штату Парана. В юні роки виїхав до Португалії, де приєднався до академії «Марітіму». Наприкінці 1990-х років переведений до резервної команди клубу, а на початку липня 2002 року переведений до першої команди клубу. З 2004 по 2006 рік виступав в оренді за нижчолігові португальські клуби «Санта-Клара» та «Камача».
На початку липня 2006 року вільним агентом перебрався в «Ріу Аве». У команді провів три сезони. На початку липня 2009 року підписав контракт з «Олівейренсе». У футболці нового клубу дебютував 30 серпня 2009 року в переможному (2:1) виїзному поєдинку 3-го туру Сегунда-Ліги проти «Санта-Клари». Роналдо вийшов на поле на 65-й хвилині, замінивши Паскаля Нафталі. Першим голом за «Олівейренсе» відзначився 10 січня 2010 року на 35-й хвилині програного (1:3) виїзного поєдинку 15-го туру Сегунда-Ліги проти «Портімоненсі». Мачинський вийшов на поле в стартовому складі, а на 79-й хвилині його замінив Жоржиньйо Соужа. З 2009 по 2011 рік зіграв 34 матчі та відзначився 6-ма голами у другому за силою дивізіоні чемпіонату Португалії. Окрім цього, зіграв 35 матчів та відзначився 3-ма голами в Прімейра-Ліги.